# British Home Championship 1890/91
Die British Home Championship 1890/91 war die 8. Auflage des im Round-Robin-System ausgetragenen Fußballwettbewerbs zwischen den vier britischen Nationalmannschaften von England, Irland (ab 1950/51 Nordirland), Schottland und Wales.
| Pl. | Nationalmannschaft | Sp. | S | U | N | Tore    | Diff. | Punkte |
| --- | ------------------ | --- | - | - | - | ------- | ----- | ------ |
| 1.  | England            | 3   | 3 | 0 | 0 | 012:300 | +9    | 06:0   |
| 2.  | Schottland         | 3   | 2 | 0 | 1 | 007:600 | +1    | 04:20  |
| 3.  | Irland             | 3   | 1 | 0 | 2 | 009:100 | −1    | 02:40  |
| 4.  | Wales              | 3   | 0 | 0 | 3 | 006:150 | −9    | 0:60   |

|                                                  |   |            |           |
| 7. Februar 1891 in Belfast (Ulsterville Avenue)  |   |            |           |
| Irland                                           | – | Wales      | 7:2 (4:2) |
| 7. März 1891 in Wolverhampton (Molineux Stadium) |   |            |           |
| England                                          | – | Irland     | 6:1 (3:0) |
| 7. März 1891 in Sunderland (Newcastle Road)      |   |            |           |
| England                                          | – | Wales      | 4:1 (4:0) |
| 21. März 1891 in Wrexham (Racecourse Ground)     |   |            |           |
| Wales                                            | – | Schottland | 3:4 (2:1) |
| 28. März 1891 in Glasgow (Celtic Park)           |   |            |           |
| Schottland                                       | – | Irland     | 2:1 (1:0) |
| 4. April 1891 in Blackburn (Ewood Park)          |   |            |           |
| England                                          | – | Schottland | 2:1 (2:0) |